# Bronisław Prugar-Ketling
Bronisław Prugar-Ketling, né le 2 juillet 1891 à Trześniów et mort le 18 février 1948 à Varsovie est un général de l'Armée polonaise.

## Biographie
Il est né près de Krosno, à Trześniów. En 1921, il est chef d'état-major à la 2e division de montagne de l'armée polonaise, et il commande le 34e régiment. De 1929 à 1935, il est à la tête du 45e régiment. En 1935, il est nommé chef du département de l'infanterie au ministère de la Guerre. Il reste à ce poste jusqu'en 1939.
Pendant la campagne de la Pologne (1939), il se distingue au commandement de la 11e division. 
Après la défaite, il parvient à gagner la France et rejoint l'Armée polonaise en reconstitution sur le sol français. On lui confie le commandement de la 2e division d'infanterie polonaise (division de chasseurs)  en cours de formation dans la région de Parthenay (Deux-Sèvres). Elle est composée de soldats polonais ayant réussi à quitter la Pologne à travers la Roumanie et la Hongrie après l'occupation de leur pays par l'Allemagne et l'URSS, ainsi que d'immigrés polonais déjà présents en France où ils travaillaient dans les mines et dans l'agriculture. La division fait partie de la 8e Armée (général Laure) et elle a pour mission de défendre la vallée de Belfort et le passage par la Saône (45e Corp d’armée du général Daille). Livrée à elle-même, elle combat héroïquement près de Maîche, Damprichard, St Hyppolyte, Trévillers, dans la vallée de Clos-du-Doubs. L’ordre d’assurer la retraite de l’Armée française lui parvient le 16 juin 1940. Ayant subi de grandes pertes et à bout de munitions, les unités polonaises passent la frontière suisse le 19 juin 1940 et sont internées dans des camps dans la région de Neuchâtel et Bienne (Biel).
La 2e division de chasseurs polonais a perdu dans les combats 6 000 hommes tués et blessés. Sur les 15 000 hommes, 9 000 sont passés en Suisse. Quelques-uns réussissent à s'enfuir et à regagner les zones de combats , les autres doivent patienter en terre helvétique jusqu'à fin 1945. 
En 1945, Prugar-Ketling est l'un des rares officiers supérieurs polonais qui retournent en Pologne. On lui confie plusieurs postes. Il est successivement chef du cabinet du commandant en chef de l'Armée populaire, chef du département de l'Infanterie au ministère de la Défense et chef de l'entraînement au combat des forces terrestres.
Il meurt à Varsovie en 1948. Il est inhumé au cimetière de Powązki.

## Sources et références
(en) Biographie sur generals.dk (Steen Ammentorp)